# Charlton Comics
Charlton Comics è stata una casa editrice di fumetti statunitense attiva dal 1946 al 1986, sebbene fosse stata fondata con il nome di "T.W.O. Charles Company" nel 1944. La casa editrice aveva la sua base a Derby in Connecticut.
Charlton Comics, divisione di Charlton Publications, che pubblicò riviste con testi di canzoni e (anche se per poco) libri (sotto il marchio "Monarch") e che ebbe una propria società di distribuzione (Capital Distribution), pubblicò una grande varietà di fumetti, compresi quelli gialli, di fantascienza, western, horror, di guerra e rosa, così come quelli su animali divertenti e serie di supereroi.
La casa editrice è nota per le sue attività a budget ridotto e per aver pubblicato materiale acquistato da aziende estinte, nonché per essere una delle case editrici di fumetti che pagava meno i propri autori. Fu inoltre l'ultima società statunitense di fumetti ad aumentare il prezzo degli albi da 10 centesimi a 12 alla metà del 1962.
Charlton controllava tutti i suoi settori, da quello editoriale alla stampa e alla distribuzione, piuttosto che delegare questi compiti a società esterne, come accadeva per la maggior parte degli editori, e realizzava tutto ciò in un solo edificio, il quartier generale a Derby.
La società venne fondata da John Santangelo Sr. ed Ed Levy nel 1940 con il nome di "T.W.O. Charles Company" ("Società i due Charles"), in dedica ai figli dei due editori, entrambi di nome "Charles", e fu rinominata "Charlton Publications" nel 1945. Il nome "Charlton Comics" apparve per la prima volta su Marvels of Science n.1 (marzo 1946).